# 索洛尔萨诺
索洛尔萨诺，是西班牙坎塔布里亚的一个市镇。总面积26平方公里，总人口991人（2001年），人口密度38人/平方公里。